# Morinita
La morinita és un mineral de la classe dels fosfats. Rep el seu nom d'E. A. Morineau, director de la mina d'estany en Montebras, França, on va ser descoberta.

## Característiques
La morinita és un fosfat de fórmula química NaCa₂Al₂(PO₄)₂(OH)F₄·2H₂O. Cristal·litza en el sistema monoclínic. Es troba en forma de cristalls prismàtics tabulars, de fins a 1 centímetre, aplanats en {100} i allargats al llarg de [010]. La seva duresa a l'escala de Mohs es troba entre 4 i 4,5.
Segons la classificació de Nickel-Strunz, la morinita pertany a «08.DM - Fosfats, etc. amb cations de mida mitjana i gran, (OH, etc.):RO₄ > 2:1» juntament amb els següents minerals: esperanzaïta, clinotirolita, tirolita, betpakdalita-CaCa, melkovita, betpakdalita-NaCa, fosfovanadilita-Ba, fosfovanadilita-Ca, yukonita, uduminelita, delvauxita i santafeïta.

## Formació i jaciments
Va ser descoberta l'any 1891 a les mines de Montebras, a Soumans, Creuse (Limousin, França), en druses de granit, on sol trobar-se associada a altres minerals com: wavel·lita, wardita, roscherita, cassiterita i apatita.